# Société Générale
Société Générale S.A., grundlagt 1864 som Société Générale pour favoriser le développement du commerce et de l’industrie en France (Euronext: GLE

) er en fransk finans- og bankkoncern.  Det var i 2013 med aktiver på 1.705,904 amerikanske dollar Frankrigs tredjestørste bankkoncern. Den har hovedsæde i La Défense i Paris. Internationalt forkortes bankens navn ofte SocGen.
Banken er en universalbank med et stort udbud af finansielle tjenester til både virksomheder og private og har aktiviteter i 77 lande. Société Générale er noteret på børserne i Paris og i New York. Den omsatte i 2011 for 25,6 mia. euro og beskæftigede knap 160.000 ansatte. Banken har 22,5 mio. kunder. 
24. januar 2008 kom det frem, at dealeren Jérôme Kerviel, der handlede med futures i banken, havde forårsaget et tab på 4,9 mia. euro som følge af fiktive handler og dokumentfalsk med det formål at skjule en række transaktioner. De fiktive handler ville give Kerviel en langt højere bonus. Svindelaffæren betød, at banken af det franske finanstilsyn blev pålagt at rejse 41 mia. kr. 
Banken har både aktiviteter i Norge, Sverige og Danmark, bl.a. gennem datterselskabet ALD Automotive, der leaser biler.